# Йодоорганічні сполуки
Йо́дооргані́чні сполу́ки — органічні сполуки, що містять один чи кілька зв'язків вуглець—йод. Поширені в органічній хімії, але рідко зустрічаються в природі. Ступені окиснення йоду в стабільних йодоорганічних сполуках: -1, +3, +5.  Майже всі йодорганічні сполуки містять йодид, з'єднаний з одним вуглецевим центром. Зазвичай під цією назвою мають на увазі органічні йодиди, похідні I-. Органічні похідні йоду в ступенях окиснення +3 та +5 називають полівалентними йодоорганічними сполуками.
Поширеними представниками цього класу сполук є йодоформ, метиленйодид, еритрозин, тироксин, трийодотиронін.

## Структура та властивості
Зв'язок C—I є найслабкішим зв'язком вуглецю з галогенами. Енергія зв'язку — 57.6 ккал/моль.

## Отримання
Синтез органічних йодидів можливий шляхом йодування ненасичених зв'язків молекулярним йодом або йодоводнем. Також застосовується йодування ароматичних діазосполук неорганічними йодидами (реакція Зандмеєра), йодування органічних хлоридів та бромідів неорганічними йодидами (реакція Фінкельштейна), електрофільне та радикальне йодування N-йодосукцинімідом широкого спектра субстратів.

## Хімічні властивості
Для органічних йодидів властиві типові реакції органічних галогенідів: елімінування, нуклеофільного заміщення, утворення реагентів Гріньяра та інших металоорганічних сполук, реакція Вюрца, реакції обміну метал—галоген тощо. Крім того, під дією окисників у присутності кисневмісних лігандів або/та флуорид-йону органічні йодиди утворюють полівалентні йодоорганічні сполуки.